# Sinagoga Scolanova
La sinagoga Scola Nova è una sinagoga edificata nell'antico quartiere ebraico di Trani. Dopo la cacciata degli ebrei avvenuta nel XVI secolo divenne una chiesa con il nome di Santa Maria di Scolanova. Ritornò all'uso originario nel 2005.

## Storia
Nell'antico quartiere ebraico di Trani esistevano quattro sinagoghe che furono convertite in chiese nel XVI secolo in conseguenza dell'espulsione degli ebrei locali. La sinagoga Scola Nova è con la sinagoga-museo Sant'Anna una dei due edifici sopravvissuti.
La sinagoga ScolaNova fu edificata nel XIII secolo e vi si accede per mezzo di una scalinata che sale dalla strada ad una porta posta sul lato occidentale. La semplice facciata è affacciata su via Scolanova. L'edificio è costruito a muratura in pietra calcarea. È dotato di portale unico e di quattro finestre monofore ad arco. L'intero edificio è dominato da un campanile a vela a sua volta sormontato da un timpano su cui svetta una stella di David in ferro battuto.  Le caratteristiche architettoniche nel complesso richiamano lo stile degli edifici religiosi delle Murge e della valle d'Itria.

## Galleria d'immagini

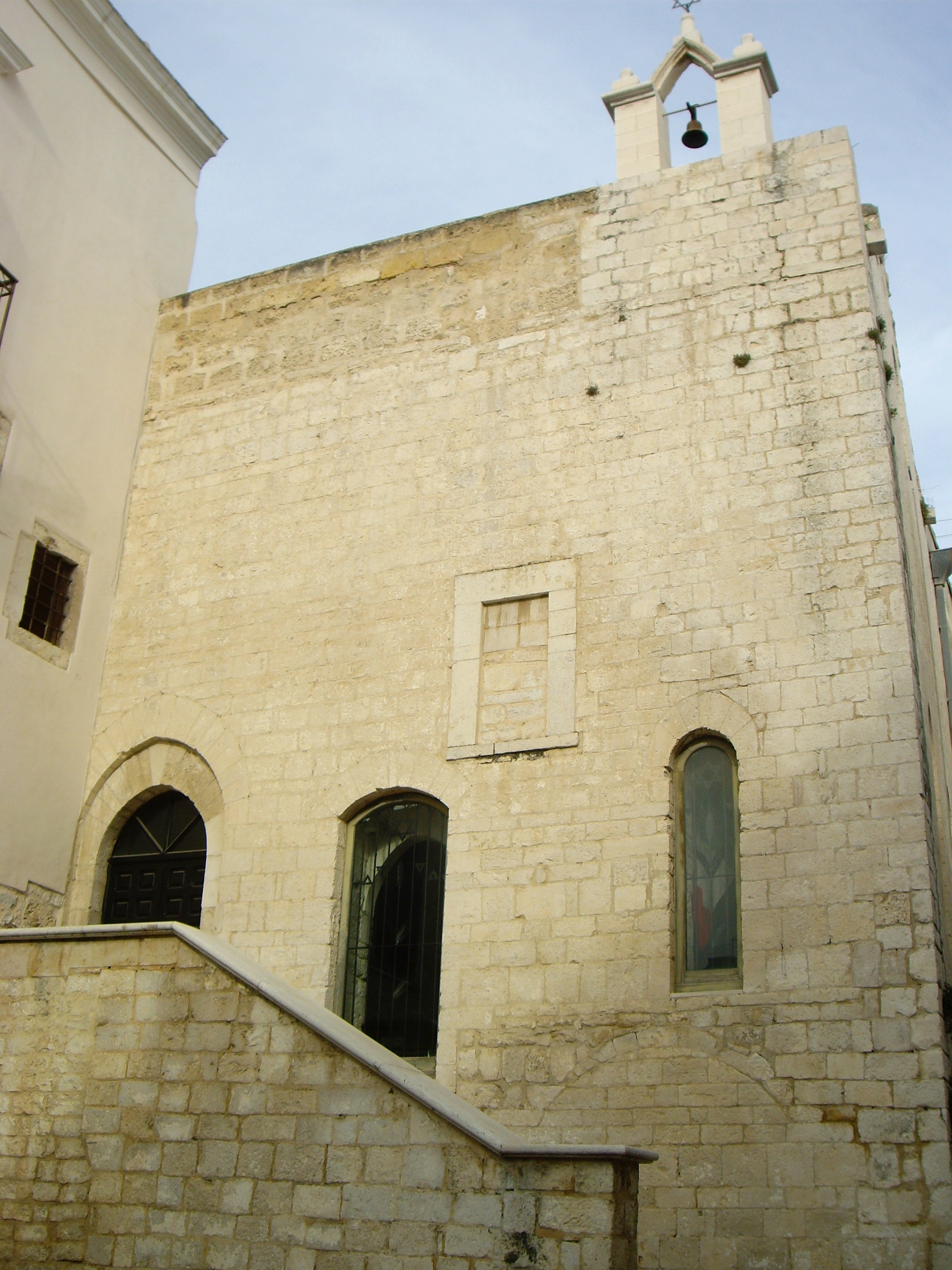
Sinagoga di Santa Maria Scolanova
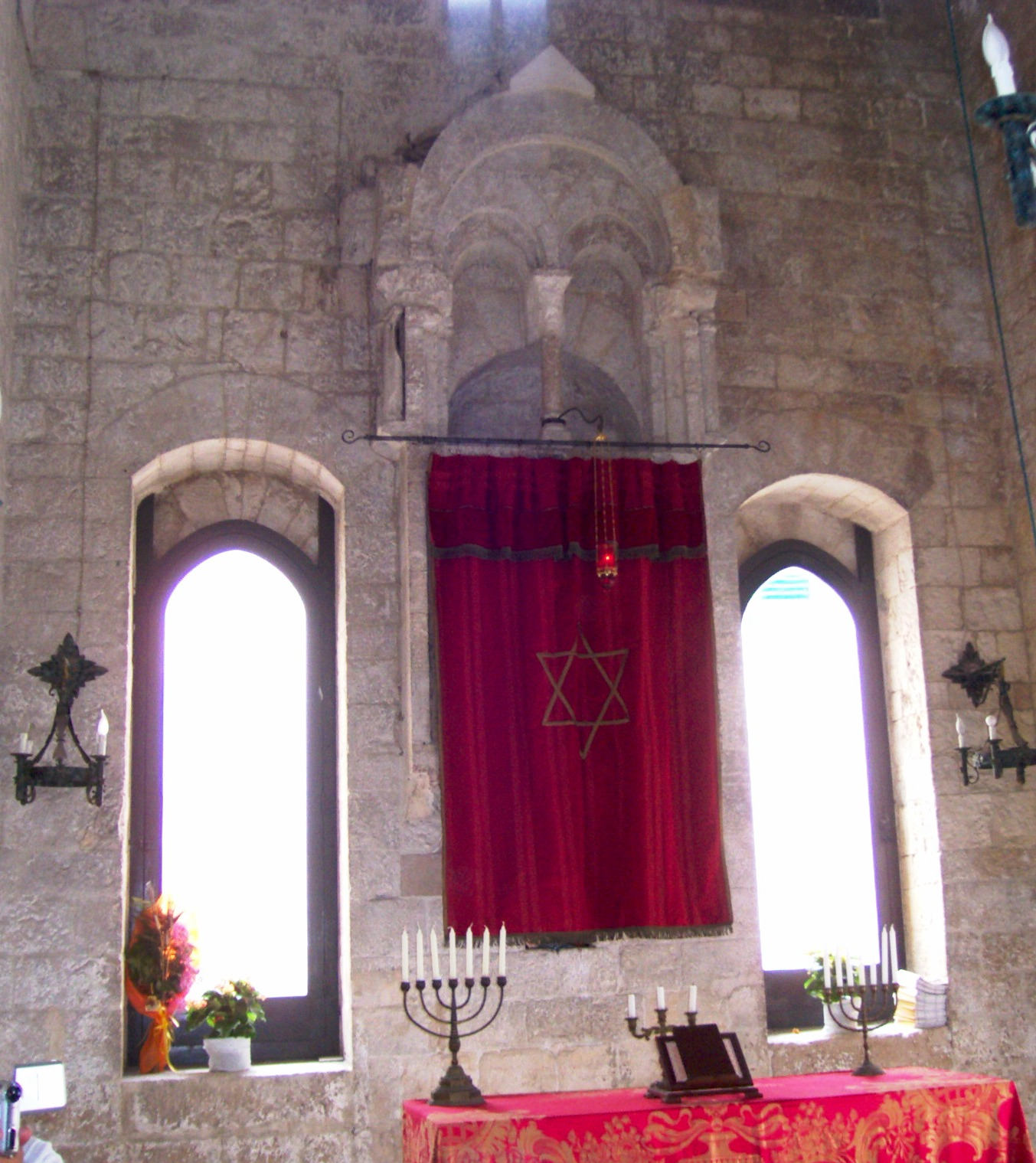
Interno
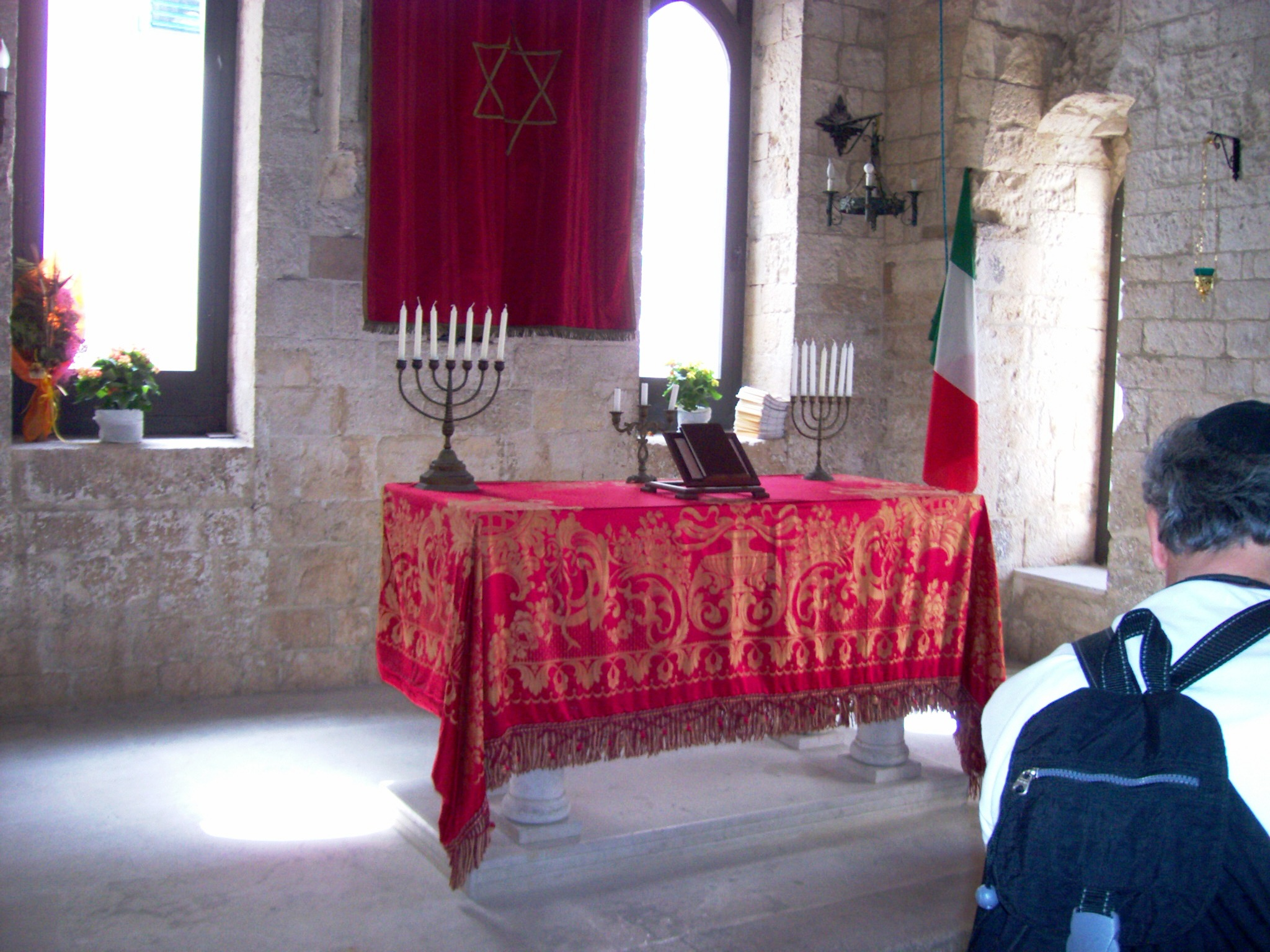
Interno